# Cheikh Guèye
Cheikh Matar Guèye (* 30. Dezember 1986 in Thiès) ist ein senegalesischer ehemaliger Fußballspieler. Er ist Rechtsfüßer und wurde bevorzugt als rechter Außenverteidiger eingesetzt.

## Karriere

### Vereine
Guèye erlernte bei seinem Heimatclub US Rail das Fußballspielen. Im Sommer 2003 wechselte er zur ASC Diaraf und spielte dort für zwei Spielzeiten in der senegalesischen Division 1. Zur Saison 2005/06 wurde Guèye vom damaligen französischen Erstligisten FC Metz verpflichtet, wo er jedoch vorerst lediglich dem Kader der Reservemannschaft angehörte. Nachdem die Lothringer in derselben Spielzeit in die Ligue 2 abgestiegen waren, stieß Guèye zur Saison 2006/07 zum Kader der ersten Mannschaft. Dabei absolvierte er in seiner Premierensaison 29 Ligaspiele (ein Tor) und erreichte mit der Mannschaft den sofortigen Wiederaufstieg. Auch nach dem Aufstieg blieb Guèye Stammspieler, konnte jedoch in seinen 31 Einsätzen (ein Treffer) nicht verhindern, dass der FC Metz direkt wieder abstieg. In den drei darauffolgenden Spielzeiten bestritt er insgesamt 85 Zweitligapartien (kein Tor), konnte jedoch mit dem Verein nicht wieder aufsteigen. Im August 2011 unterschrieb Guèye einen Zweijahresvertrag beim deutschen Zweitliga-Aufsteiger Dynamo Dresden. Er spielte mit Dynamo drei Jahre lang um den Klassenverbleib, ehe das Team am Ende der Saison 2013/14 absteigen musste. Anschließend war er drei Monate ohne Verein, ehe ihn im Oktober 2014 der rumänische Erstligist CFR Cluj verpflichtete. Hier kam er nicht zum Einsatz und löste seinen Vertrag Anfang 2015 wieder auf. In der Saison 2015/16 spielte er für JA Drancy in der vierten französischen Liga, der Championnat de France Amateur. Nach einem Jahr vereinslosigkeit war er 2017/18 für den FCE Mérignac Arlac aktiv.

### Nationalmannschaft
Am 15. Juni 2008 gab Guèye sein Debüt für die senegalesische A-Nationalmannschaft, als er beim 2:2-Unentschieden im WM-Qualifikationsspiel gegen Liberia zur zweiten Halbzeit für Papa Waigo N’Diaye eingewechselt wurde und in der 55. Spielminute den Treffer zur zwischenzeitlichen 2:0-Führung erzielte. Anschließend absolvierte er noch drei weitere Länderspiele (kein Treffer), wurde jedoch seit Oktober 2008 nicht mehr berücksichtigt.